# Мю Волка
Мю Волка (лат. μ Lupi) — кратная звезда в созвездии Волка на расстоянии (вычисленном из значения параллакса) приблизительно 336 световых лет (около 103 парсеков) от Солнца. Возраст звезды определён как около 112 млн лет.

## Характеристики
Первый компонент (WDS J15185-4753A) — бело-голубая Be-звезда спектрального класса B8Ve, или B8. Видимая звёздная величина звезды — +5,1m. Масса — около 3,49 солнечных, радиус — около 3,14 солнечных, светимость — около 198,61 солнечных. Эффективная температура — около 12225 K.
Второй компонент (WDS J15185-4753B) — бело-голубая звезда спектрального класса B. Видимая звёздная величина звезды — +5,2m. Масса — около 4,29 солнечных. Орбитальный период — около 120226 суток (329,16 лет). Удалён на 1,2 угловой секунды.
Третий компонент (HD 135748) — белая звезда спектрального класса A2V или A2-A3V. Видимая звёздная величина звезды — +7,2m. Масса — около 4,497 солнечных, радиус — около 4,21 солнечных. Эффективная температура — около 8356 K. Орбитальный период — около 10000000 суток (27379 лет). Удалён на 23,7 угловых секунд.
Четвёртый компонент — коричневый карлик. Масса — около 0,05 солнечных. Орбитальный период вокруг третьего компонента — около 12,353 суток.
Пятый компонент. Масса — около 1486,22 юпитерианских (1,4187 солнечной). Удалён от третьего компонента на 2,469 а.е..
Шестой компонент (WDS J15185-4753D). Видимая звёздная величина звезды — +14,7m. Удалён на 6,1 угловых секунды.
Седьмой компонент (WDS J15185-4753E). Видимая звёздная величина звезды — +9,41m. Удалён на 102,3 угловых секунды.